# Acacia patens
Acacia patens é uma espécie de leguminosa do gênero Acacia, pertencente à família Fabaceae.